# Alejandro Zendejas
Alejandro Zendejas Saavedra (* 7. Februar 1998 in El Paso, Texas) ist ein US-amerikanisch-mexikanischer Fußballspieler. Der Mittelfeldspieler begann seine Laufbahn beim FC Dallas und steht seit Januar 2022 beim mexikanischen Club América unter Vertrag.

## Karriere

### Vereinskarriere
Am 1. Oktober 2014 unterzeichnete Zendejas einen Profivertrag nach der Homegrown Player Rule beim FC Dallas. Dieser erlaubte es ihm aber nicht, noch während der Saison 2014 einen Einsatz in der MLS zu absolvieren. Sein Pflichtspieldebüt absolvierte er am 1. Mai 2015 beim 4:1-Sieg gegen Houston Dynamo.

### Nationalmannschaft
Mit der US-amerikanischen U-17-Nationalmannschaft nahm er an der CONCACAF U-17-Meisterschaft 2015 und der U-17-Weltmeisterschaft 2015 teil.